# Acquanegra Cremonese
Acquanegra Cremonese é uma comuna italiana da região da Lombardia, província de Cremona, com cerca de 1.225 habitantes. Estende-se por uma área de 9 km², tendo uma densidade populacional de 136 hab/km². Faz fronteira com Crotta d'Adda, Grumello Cremonese ed Uniti, Sesto ed Uniti, Spinadesco.

## Demografia
| Variação demográfica do município entre 1861 e 2011                               |
|                                                                                   |
| Fonte: Istituto Nazionale di Statistica (ISTAT) - Elaboração gráfica da Wikipedia |